# Aethianoplis bipapilloides
Aethianoplis bipapilloides là một loài tò vò trong họ Ichneumonidae.